# Cúp Vàng CONCACAF 2007
Cúp Vàng CONCACAF 2007 là Cúp Vàng CONCACAF lần thứ chín do CONCACAF tổ chức.
Giải đấu được diễn ra tại Hoa Kỳ từ 6 đến 24 tháng 6 năm 2007. Giải đấu có 12 đội tham dự, chia làm 3 bảng 4 đội để chọn ra 2 đội đứng đầu bảng và đội đứng thứ ba có thành tích tốt nhất giành quyền vào vòng trong. Đương kim vô địch Hoa Kỳ bảo vệ được chức vô địch sau khi vượt qua México 2-1 ở trận chung kết.

## Các đội giành quyền tham dự

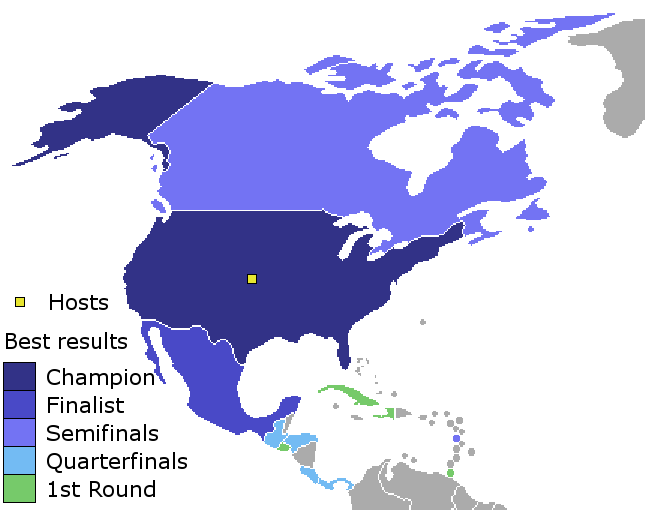
Các đội giành quyền tham dự Cúp Vàng CONCACAF 2007

| Đội                             | Tư cách     | Lần tham dự |
| Vùng Bắc Mỹ                     | Vùng Bắc Mỹ | Vùng Bắc Mỹ |
| ------------------------------- | ----------- | ----------- |
| Hoa Kỳ                          | Chủ nhà     | 9           |
| México                          | Dự thẳng    | 9           |
| Canada                          | Dự thẳng    | 8           |
| Top 4 Cúp bóng đá Caribe 2007   |             |             |
| Haiti                           | Vô địch     | 3           |
| Trinidad và Tobago              | Á quân      | 7           |
| Cuba                            | Hạng ba     | 5           |
| Guadeloupe                      | Hạng tư     | Lần đầu     |
| Top 5 Cúp bóng đá Trung Mỹ 2007 |             |             |
| Costa Rica                      | Vô địch     | 8           |
| Panama                          | Á quân      | 3           |
| Guatemala                       | Hạng ba     | 8           |
| El Salvador                     | Hạng tư     | 5           |
| Honduras                        | Hạng năm    | 8           |

## Địa điểm
| Miami               | Carson                | Foxborough            |
| ------------------- | --------------------- | --------------------- |
| Miami Orange Bowl   | The Home Depot Center | Sân vận động Gillette |
| Sức chứa: 72.319    | Sức chứa: 27.000      | Sức chứa: 68.756      |
|                     |                       |                       |
| East Rutherford     | Houston               | Chicago               |
| Sân vận động Giants | Sân vận động Reliant  | Soldier Field         |
| Sức chứa: 80.042    | Sức chứa: 71.500      | Sức chứa: 61.500      |
|                     |                       |                       |

## Vòng bảng

### Bảng A
| Đội        | Trận | Thắng | Hoà | Thua | BT | BB | HS | Điểm |
| ---------- | ---- | ----- | --- | ---- | -- | -- | -- | ---- |
| Canada     | 3    | 2     | 0   | 1    | 5  | 3  | +2 | 6    |
| Costa Rica | 3    | 1     | 1   | 1    | 3  | 3  | 0  | 4    |
| Guadeloupe | 3    | 1     | 1   | 1    | 3  | 3  | 0  | 4    |
| Haiti      | 3    | 0     | 2   | 1    | 2  | 4  | −2 | 2    |

| Costa Rica  | 1 – 2    | Canada             |
| ----------- | -------- | ------------------ |
| Centeno 56' | Chi tiết | de Guzmán 57', 73' |

| Guadeloupe | 1 – 1    | Haiti             |
| ---------- | -------- | ----------------- |
| Fiston 54' | Chi tiết | Chéry 36' (ph.đ.) |

| Canada    | 1 – 2    | Guadeloupe                  |
| --------- | -------- | --------------------------- |
| Gerba 35' | Chi tiết | Angloma 10' · Fleurival 37' |

| Haiti         | 1 – 1    | Costa Rica  |
| ------------- | -------- | ----------- |
| Boucicaut 71' | Chi tiết | Centeno 62' |

| Costa Rica  | 1 – 0    | Guadeloupe |
| ----------- | -------- | ---------- |
| Centeno 14' | Chi tiết |            |

| Haiti | 0 – 2    | Canada                      |
| ----- | -------- | --------------------------- |
|       | Chi tiết | De Rosario 31', 35' (ph.đ.) |

### Bảng B
| Đội                | Trận | Thắng | Hoà | Thua | BT | BB | HS | Điểm |
| ------------------ | ---- | ----- | --- | ---- | -- | -- | -- | ---- |
| Hoa Kỳ             | 3    | 3     | 0   | 0    | 7  | 0  | +7 | 9    |
| Guatemala          | 3    | 1     | 1   | 1    | 2  | 2  | 0  | 4    |
| El Salvador        | 3    | 1     | 0   | 2    | 2  | 6  | −4 | 3    |
| Trinidad và Tobago | 3    | 0     | 1   | 2    | 2  | 5  | −3 | 1    |

| Hoa Kỳ      | 1 – 0    | Guatemala |
| ----------- | -------- | --------- |
| Dempsey 26' | Chi tiết |           |

| El Salvador            | 2 – 1    | Trinidad và Tobago |
| ---------------------- | -------- | ------------------ |
| Sánchez 38' · Alas 81' | Chi tiết | Spann 8'           |

| Guatemala     | 1 – 0    | El Salvador |
| ------------- | -------- | ----------- |
| Contreras 68' | Chi tiết |             |

| Trinidad và Tobago | 0 – 2    | Hoa Kỳ                  |
| ------------------ | -------- | ----------------------- |
|                    | Chi tiết | Ching 29' · Johnson 54' |

| Hoa Kỳ                                                  | 4 – 0    | El Salvador |
| ------------------------------------------------------- | -------- | ----------- |
| Beasley 34', 90' · Donovan 45+1' (ph.đ.) · Twellman 73' | Chi tiết |             |

| Trinidad và Tobago | 1 – 1    | Guatemala |
| ------------------ | -------- | --------- |
| McFarlane 87'      | Chi tiết | Ruiz 83'  |

### Bảng C
| Đội      | Trận | Thắng | Hoà | Thua | BT | BB | HS | Điểm |
| -------- | ---- | ----- | --- | ---- | -- | -- | -- | ---- |
| Honduras | 3    | 2     | 0   | 1    | 9  | 4  | +5 | 6    |
| México   | 3    | 2     | 0   | 1    | 4  | 3  | +1 | 6    |
| Panama   | 3    | 1     | 1   | 1    | 5  | 5  | 0  | 4    |
| Cuba     | 3    | 0     | 1   | 2    | 3  | 9  | −6 | 1    |

| Panama                                 | 3 – 2    | Honduras                   |
| -------------------------------------- | -------- | -------------------------- |
| Rivera 33' · B. Pérez 42' · Garcés 83' | Chi tiết | Guevara 40' · Costly 90+2' |

| México                      | 2 – 1    | Cuba          |
| --------------------------- | -------- | ------------- |
| Borgetti 38' · Castillo 56' | Chi tiết | Alcántara 23' |

| Honduras        | 2 – 1    | México             |
| --------------- | -------- | ------------------ |
| Costly 57', 90' | Chi tiết | Blanco 29' (ph.đ.) |

| Panama                    | 2 – 2    | Cuba                       |
| ------------------------- | -------- | -------------------------- |
| Garcés 14' · B. Pérez 45' | Chi tiết | Colomé 27' · Alcántara 74' |

| Cuba | 0 – 5    | Honduras                                      |
| ---- | -------- | --------------------------------------------- |
|      | Chi tiết | Pavón 3', 12', 42', 53' · Guevara 90' (ph.đ.) |

| México      | 1 – 0    | Panama |
| ----------- | -------- | ------ |
| Salcido 60' | Chi tiết |        |

### Thứ tự các đội xếp thứ ba
| Bảng | Đội         | Trận | Thắng | Hoà | Thua | BT | BB | HS | Điểm |
| ---- | ----------- | ---- | ----- | --- | ---- | -- | -- | -- | ---- |
| C    | Panama      | 3    | 1     | 1   | 1    | 5  | 5  | 0  | 4    |
| A    | Guadeloupe  | 3    | 1     | 1   | 1    | 3  | 3  | 0  | 4    |
| B    | El Salvador | 3    | 1     | 0   | 2    | 2  | 6  | −4 | 3    |

## Vòng đấu loại trực tiếp
|  | Tứ kết               | Tứ kết               |                      |   | Bán kết | Bán kết |  |  | Chung kết | Chung kết |
|  |                      |                      |                      |   |         |         |  |  |           |           |
|  | 16 tháng 6 - Foxboro |                      |                      |   |         |         |  |  |           |           |
|  |                      |                      |                      |   |         |         |  |  |           |           |
|  | Canada               | 3                    |                      |   |         |         |  |  |           |           |
|  | Canada               | 3                    | 21 tháng 6 - Chicago |   |         |         |  |  |           |           |
|  | Guatemala            | 0                    |                      |   |         |         |  |  |           |           |
|  | Guatemala            | 0                    | Canada               | 1 |         |         |  |  |           |           |
|  | 16 tháng 6 - Foxboro |                      | Canada               | 1 |         |         |  |  |           |           |
|  |                      |                      | Hoa Kỳ               | 2 |         |         |  |  |           |           |
|  | Hoa Kỳ               | 2                    | Hoa Kỳ               | 2 |         |         |  |  |           |           |
|  | Hoa Kỳ               | 2                    | 24 tháng 6 - Chicago |   |         |         |  |  |           |           |
|  | Panama               | 1                    |                      |   |         |         |  |  |           |           |
|  | Panama               | 1                    | Hoa Kỳ               | 2 |         |         |  |  |           |           |
|  | 17 tháng 6 - Houston |                      | Hoa Kỳ               | 2 |         |         |  |  |           |           |
|  |                      | México               | 1                    |   |         |         |  |  |           |           |
|  | Honduras             | México               | 1                    | 1 |         |         |  |  |           |           |
|  | Honduras             | 21 tháng 6 - Chicago |                      | 1 |         |         |  |  |           |           |
|  | Guadeloupe           | 2                    |                      |   |         |         |  |  |           |           |
|  | Guadeloupe           | 2                    | Guadeloupe           | 0 |         |         |  |  |           |           |
|  | 17 tháng 6 - Houston |                      | Guadeloupe           | 0 |         |         |  |  |           |           |
|  |                      |                      | México               | 1 |         |         |  |  |           |           |
|  | México               | 1                    | México               | 1 |         |         |  |  |           |           |
|  | México               | 1                    |                      |   |         |         |  |  |           |           |
|  | Costa Rica           | 0                    |                      |   |         |         |  |  |           |           |
|  | Costa Rica           | 0                    |                      |   |         |         |  |  |           |           |
|  |                      |                      |                      |   |         |         |  |  |           |           |

### Tứ kết
| Canada                          | 3–0      | Guatemala |
| ------------------------------- | -------- | --------- |
| De Rosario 17' · Gerba 33', 44' | Chi tiết |           |

| Hoa Kỳ                              | 2–1      | Panama       |
| ----------------------------------- | -------- | ------------ |
| Donovan 60' (ph.đ.) · Bocanegra 62' | Chi tiết | B. Pérez 85' |

| México       | 1–0 (s.h.p.) | Costa Rica |
| ------------ | ------------ | ---------- |
| Borgetti 97' | Chi tiết     |            |

| Honduras  | 1–2      | Guadeloupe                |
| --------- | -------- | ------------------------- |
| Pavón 70' | Chi tiết | Angloma 17' · Socrier 20' |

### Bán kết
| Canada   | 1–2      | Hoa Kỳ                           |
| -------- | -------- | -------------------------------- |
| Hume 76' | Chi tiết | Hejduk 39' · Donovan 45' (ph.đ.) |

| México    | 1–0      | Guadeloupe |
| --------- | -------- | ---------- |
| Pardo 70' | Chi tiết |            |

### Chung kết
| Hoa Kỳ                              | 2–1      | México       |
| ----------------------------------- | -------- | ------------ |
| Donovan 62' (ph.đ.) · Feilhaber 73' | Chi tiết | Guardado 44' |

### Vô địch
| Vô địch Cúp Vàng CONCACAF 2007 Hoa Kỳ Lần thứ tư |

## Giải thưởng
| Vua phá lưới: | Cầu thủ uất sắc nhất: | Thủ môn xuất sắc nhất: | Giải phong cách: |
| ------------- | --------------------- | ---------------------- | ---------------- |
| Carlos Pavón  | Julián de Guzmán      | Franck Grandel         | Honduras         |

### Đội hình toàn sao
| Đội hình toàn sao | Đội hình toàn sao                                           | Đội hình toàn sao                                           | Đội hình toàn sao       |
| Thủ môn           | Hậu vệ                                                      | Tiền vệ                                                     | Tiền đạo                |
| ----------------- | ----------------------------------------------------------- | ----------------------------------------------------------- | ----------------------- |
| Franck Grandel    | Felipe Baloy Richard Hastings Frankie Hejduk Carlos Salcido | Walter Centeno Julián de Guzmán Pablo Mastroeni Pável Pardo | Carlos Pavón Blas Pérez |

| Dự bị                 | Dự bị                          | Dự bị                            | Dự bị                          |
| Thủ môn               | Hậu vệ                         | Tiền vệ                          | Tiền đạo                       |
| --------------------- | ------------------------------ | -------------------------------- | ------------------------------ |
| Jose Francisco Porras | Samuel Caballero Paul Stalteri | DaMarcus Beasley Andrés Guardado | Jocelyn Angloma Landon Donovan |